# فرومر ستوب
فرومر ستوب (بالإنجليزية: Frommer Stop)‏ هو مسدس مجرى طويل عديم الارتداد مصمم من قبل رودولف فرومر وصنع منه اشكال متعددة حتى عام 1945.